# Aleuroclava trachelospermi
Aleuroclava trachelospermi là một loài côn trùng cánh nửa trong họ Aleyrodidae, phân họ Aleyrodinae.
Aleuroclava trachelospermi được Takahashi miêu tả khoa học đầu tiên năm 1938.